# Ernest Arendt
Pour les articles homonymes, voir Arendt.
Ernest Arendt, né le 6 août 1916 à Rodange et mort le 12 février 2003 à Luxembourg, est un avocat et homme politique luxembourgeois, président du Conseil d'État du 6 août 1987 au 6 août 1988.